# デビッド・モンゴメリー
デビッド・モンゴメリー（David Montgomery, 1997年6月7日 - ）は、アメリカ合衆国オハイオ州シンシナティ出身のプロアメリカンフットボール選手。NFLのデトロイト・ライオンズに所属している。ポジションはランニングバック。

## 経歴

### カレッジ
アイオワ州立大学では1年目の2016年シーズンに563ラン獲得ヤード、2つのラッシングTDを記録し、フレッシュマンオールアメリカンに選出された。
2017年シーズン、全米ランキング3位と格上のオクラホマ大学戦で55ラン獲得ヤード、1つのラッシングTDを記録して勝利した。シーズン全体では1,147ラン獲得ヤード、11のラッシングTDを記録し、オールビッグ12ファーストチームに選出された。

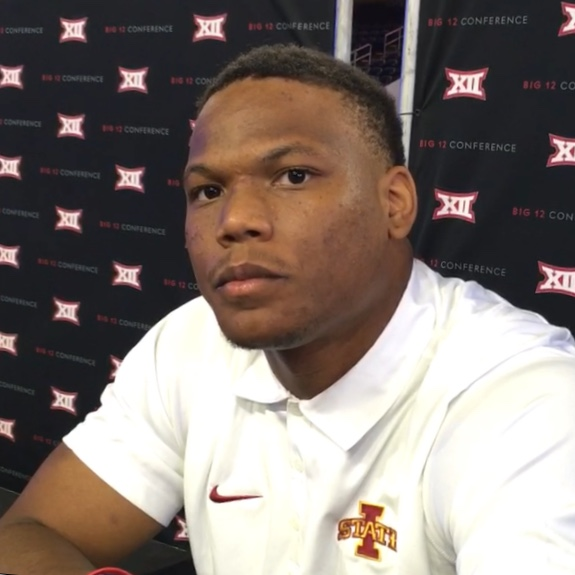
2018年のモンゴメリー

2018年シーズンは1,216ラン獲得ヤード、13のラッシングTDを記録し、オールビッグ12セカンドチームに選出された。ワシントン州立大学とのアラモボウルでは179ラン獲得ヤードを記録したが、試合には敗れた。このシーズン終了後に2019年のNFLドラフトへアーリーエントリーした。

#### 個人成績
|      |                  |    |    | ラン | ラン  | ラン | ラン | レシーブ | レシーブ | レシーブ | レシーブ |
| Year | Team             | GP | GS | Att  | Yards | Avg  | TDs  | Rec      | Yards    | Avg      | TDs      |
| ---- | ---------------- | -- | -- | ---- | ----- | ---- | ---- | -------- | -------- | -------- | -------- |
| 2016 | アイオワステート | 12 | 4  | 109  | 563   | 5.2  | 2    | 13       | 129      | 9.9      | 0        |
| 2017 | アイオワステート | 13 | 13 | 258  | 1,147 | 4.4  | 11   | 36       | 296      | 8.2      | 0        |
| 2018 | アイオワステート | 12 | 11 | 257  | 1,216 | 4.7  | 13   | 22       | 157      | 7.1      | 0        |
| 通算 | 通算             | 37 | 28 | 624  | 2,926 | 4.7  | 26   | 71       | 582      | 8.4      | 0        |

### シカゴ・ベアーズ
| 身長                                | 体重            | 腕 の 長 さ       | 手 の 大 き さ   | 40Yrd ダ ッ シ ュ | 10Yrd ス プ リ ッ ト | 20Yrd ス プ リ ッ ト | 20Yrd シ ャ ト ル | 3 コ 丨 ン ド リ ル | 垂 直 跳 び     | 立 ち 幅 跳 び      | ベ ン チ プ レ ス |
| ----------------------------------- | --------------- | ----------------- | ---------------- | ----------------- | -------------------- | -------------------- | ----------------- | ------------------- | --------------- | ------------------- | ----------------- |
| 5 ft 10+1⁄8 in (178 cm)             | 222 lb (101 kg) | 31+3⁄8 in (80 cm) | 9+1⁄4 in (23 cm) | 4.58 s            | 1.63 s               | 2.69 s               | 4.23 s            | 7.12 s              | 33.5 in (85 cm) | 10 ft 1 in (3.07 m) | 15 回             |
| All values from NFL Combine/Pro Day |                 |                   |                  |                   |                      |                      |                   |                     |                 |                     |                   |

ドラフト前にはセイクワン・バークリーなどのスターRBに似た素質を持つと評価され、「フランケンシュタイン」と称された。迎えたドラフトでは全体73位でシカゴ・ベアーズから指名され、その後ルーキー契約を結んだ。

#### 2019年シーズン
第7週のロサンゼルス・チャージャーズ戦で135ラン獲得ヤードを記録したが、試合には敗れた。シーズンでは889ラン獲得ヤード、6つのラッシングTDを記録した。

#### 2020年シーズン
シーズン開幕前にチームがラン攻撃を重視することになり、攻撃の中心に据えられた。
第9週のテネシー・タイタンズ戦で脳震盪を起こし、翌週の試合を欠場した。第15週のミネソタ・バイキングス戦で自己最高の146ラン獲得ヤードを記録。翌週のジャクソンビル・ジャガーズ戦で95ラン獲得ヤードを記録し、シーズン1,000ラン獲得ヤードを達成した。このシーズンは最終的に1,070ラン獲得ヤード、8つのラッシングTD、438レシーブ獲得ヤード、2つのレシービングTDを記録した。

#### 2021年シーズン
このシーズンは849ラン獲得ヤード、7つのラッシングTDを記録した。シーズン終了後、NFLが発表したTop100プレイヤーランキングでは98位にランクインした。

#### 2022年シーズン
第2週のグリーンベイ・パッカーズ戦で122ラン獲得ヤードを記録したが、試合には敗れた。

### デトロイト・ライオンズ

#### 2023年シーズン
2023年3月16日にデトロイト・ライオンズと3年総額1,800万ドルの契約を結んだ。

#### 2024年シーズン
第15週のバッファロー・ビルズ戦で膝を負傷し、レギュラーシーズンの残りの試合を欠場したが、プレーオフのワシントン・コマンダース戦で復帰した。

## 人物
幼少期は非常に貧しい生活をしていたことで知られる。父親の顔は知らず、経済的困難のため何度も引っ越しを経験した。オーブンを暖房の代わりに使用したり、ガソリンスタンドで集めた水を生活用水として使用していた。また、兄は麻薬の密売や殺人の罪で収監されている。
試合でタッチダウンを記録した際は、高校時代に殺害されたチームメイトへ追悼の意を込めてVサインをすることが多い。
大学時代は先天性心疾患を持つ6歳の少年と交流したり、竜巻の被害を受けた地域を訪問して支援活動を行っていた。
結婚はしていないが、ガールフレンドとの間に子供がいる。

## 詳細情報

### 年度別成績

#### レギュラーシーズン
| シーズン | チーム | 試合 | 試合 | ラン  | ラン   | ラン | ラン | ラン | レシーブ | レシーブ | レシーブ | レシーブ | レシーブ | ファンブル | ファンブル |
| シーズン | チーム | 試合 | 先発 | 回数  | ヤード | 平均 | 最長 | TD   | レシーブ | ヤード   | 平均     | 最長     | TD       | ファンブル | ロスト     |
| -------- | ------ | ---- | ---- | ----- | ------ | ---- | ---- | ---- | -------- | -------- | -------- | -------- | -------- | ---------- | ---------- |
| 2019     | CHI    | 16   | 8    | 242   | 889    | 3.7  | 55   | 6    | 25       | 185      | 7.4      | 30       | 1        | 2          | 2          |
| 2020     | CHI    | 15   | 14   | 247   | 1,070  | 4.3  | 80   | 8    | 54       | 438      | 8.1      | 28       | 2        | 1          | 1          |
| 2021     | CHI    | 13   | 13   | 225   | 849    | 3.8  | 41   | 7    | 42       | 301      | 7.2      | 16       | 0        | 1          | 1          |
| 2022     | CHI    | 16   | 16   | 201   | 801    | 4.0  | 28   | 5    | 34       | 316      | 9.3      | 32       | 1        | 2          | 2          |
| 2023     | DET    | 14   | 14   | 219   | 1,015  | 4.6  | 75   | 13   | 16       | 117      | 7.3      | 19       | 0        | 2          | 1          |
| 2024     | DET    | 14   | 14   | 185   | 775    | 4.2  | 21   | 12   | 36       | 341      | 9.5      | 40       | 0        | 2          | 1          |
| 通算     | 通算   | 88   | 79   | 1,319 | 5,399  | 4.1  | 80   | 51   | 207      | 1,698    | 8.2      | 40       | 4        | 10         | 8          |

- 2024年度シーズン終了時
- 太字は自身最高

#### ポストシーズン
| シーズン | チーム | 試合 | 試合 | ラン | ラン   | ラン | ラン | ラン | レシーブ | レシーブ | レシーブ | レシーブ | レシーブ | ファンブル | ファンブル |
| シーズン | チーム | 試合 | 先発 | 回数 | ヤード | 平均 | 最長 | TD   | レシーブ | ヤード   | 平均     | 最長     | TD       | ファンブル | ロスト     |
| -------- | ------ | ---- | ---- | ---- | ------ | ---- | ---- | ---- | -------- | -------- | -------- | -------- | -------- | ---------- | ---------- |
| 2020     | CHI    | 1    | 1    | 12   | 31     | 2.6  | 6    | 0    | 0        | 0        | 0.0      | 0        | 0        | 0          | 0          |
| 2023     | DET    | 3    | 3    | 39   | 183    | 4.7  | 16   | 2    | 6        | 45       | 7.5      | 14       | 0        | 0          | 0          |
| 2024     | DET    | 1    | 1    | 7    | 28     | 4.0  | 11   | 0    | 0        | 0        | 0.0      | 0        | 0        | 0          | 0          |
| 通算     | 通算   | 4    | 4    | 51   | 214    | 4.2  | 16   | 2    | 6        | 45       | 7.5      | 14       | 0        | 0          | 0          |

- 2024年度シーズン終了時